# Nogáll László
Nogáll László (Piskolt, 1864. május 18. – Mosonmagyaróvár, 1951. október 14.) római katolikus plébános.

## Életútja
Szatmárnémetiben, Kalocsán, Nagyváradon és a temesvári szemináriumban tanult. 1888. június 28-án szentelték fel miséspappá. Segédlelkész volt Mezőkovácsházán, azután Csanádapácán; 1894. augusztus 1-től a szegedi fogház lelkésze; október 15-től Kétegyházán adminisztrátor. 1900-tól a váci egyházmegyébe lépett át, 1900 novemberétől rendes plébános volt Tiszaföldváron, 1922-ben szolnoki kerületi esperes. 1943-tól nyugalomban élt Budapesten. Elhunyt 1951. október 14-én hajnali fél 2 órakor, örök nyugalomra helyezték 1951. október 16-án délután a mosonmagyaróvári I. kerületi temetőben.
Cikkei a Magyar Sionban (1890. Vancsai István első magyar biboros, 1891. Róbert mester esztergomi érsek); a Magyar Államban (1899. 185. sz. Kétegyháza róm. kath. hitközségének önkormányzati alapszabályai).
Álneve: Piskolty Árpád (Alkotmány, és 2 művén).

## Munkái
- I. János esztergomi érsek 1205-1223. Esztergom, 1892. (Különnyomat a Magyar Sionból).
- Sok gyónás, kevés lelki haszon. Budapest, 1892.
- ÚSz örök áldozatja és áldozás áldozatja. Budapest, 1893.
- Jelentésszerű beszéd Erzsébet királyné emlékére az ország fővárosában emelendő örökimádás templom fölépítése érdekében Csanád vármegyében megindított mozgalomról. Budapest, 1899.
- Elmélkedések az evangélium egész tartama fölött. Schlör Alajos műve, kiadta… Budapest, 1900. három kötet.
- Szózat, melyet kétegyházai híveihez intézett 1900. nov. 4. Budapest, 1900.
- Szentbeszéd, melyet 1900. decz. 20. ünnepies kánoni beiktatása alkalmával tartott. Budapest, 1900.
- Gyergyószentmiklósi Kövér János életrajzi adatai. Budapest, 1905. (Piskolty Árpád néven)
- Adalék gyergyószentmiklósi Kövér János életrajzi adataihoz. Budapest, 1906. (Piskolty Árpád néven)
- II. Rákóczi Ferenc emlékezete. Budapest, 1906.
- Két lélek nagy nászünnepe. Budapest, 1908.
- Stégler István. Budapest, 1908.
- Általános választójog és Tisza. Budapest, 1917.
- Forr. beszéd. Budapest, 1918.
- Vitéz Bagi Mátyás beiktatása. Budapest, 1921.
- Tiszapartján, mártfűi keresztnél. Budapest, 1924.